# Mienie skarbowe
Mienie skarbowe – rzeczy i prawa majątkowe stanowiące źródło dochodów przeznaczonych na realizację zadań publicznych (na przykład pożytki z własności nieruchomości, działalności przedsiębiorstw, emisji papierów wartościowych). Mienie to podlega regułom prawa cywilnego.